# All the Right Moves
"All The Right Moves" é o primeiro single de OneRepublic de seu segundo álbum Waking Up, lançado nas rádios mainstream em 29 de setembro de 2009. E liberado para download digital em 6 de outubro de 2009. Este é o primeiro single do novo álbum da banda em todos os países, exceto na Áustria e na Alemanha, onde "Secrets" deve sair como o primeiro single do novo álbum.O vocalista Ryan Tedder postou em sua conta do MySpace página que antes do lançamento da canção como um single da banda já havia realizado ao vivo em muitas ocasiões. Ele acrescentou, "no entanto a versão gravada é completamente outro animal do que aquilo que fizemos ao vivo é melhor, nós esperamos que você goste, esta pode ser a música mais divertida enérgico que já abordados".
Uma versão de baixa qualidade da música foi publicada pela banda em 6 de setembro de 2009, enquanto as versões de alta qualidade da canção pode ser encontrada em sua página do MySpace e do site oficial da banda.

## Videoclipe
Em 8 de outubro de 2009 o videoclipe oficial de "All the Right Moves" foi dirigido pelo diretor Wayne Isham, e teve sua estréia no VH1.com e no MTV.com. O vídeo mostra a banda tocando em um pequeno palco para os participantes em um baile de máscaras. Como eles realizam thensong, os bailarinos se movem em wirh passo a música, enquanto um pequeno garoto e bem-vestido ouriço recolhe doações escassas enquanto ele também roubava os dançarinos miseráveis. Em torno da ponte da música Ryan Tedder também toca piano enquanto cantava em um microfone antiquado cromado. Embora a música, o estilo e alguns dos instrumentos mais modernos, indumentária dos bailarinos, os adereços de fundo e da dança que eles executam é decididamente Edwardian. A banda explicou que eles gostam de um sabor resumo em seus vídeos musicais, de modo a permitir uma gama mais ampla de interpretação. O vídeo chegou ao número 4 no Video Countdown VH1 Top 20 em 4 de abril de 2010.

## Desempenho Comercial
"All The Right Moves" estreou na BillboardHot 100 na posição #58 na semana que terminou em 24 de outubro de 2009. Dentro das próximas semanas caiu para #85, mas então gradualmente se mudou de volta para cima e atingiu o seu pico de corrente de #18 depois de 25 semanas na parada. No dia 27 de março de 2012, a RIAA divulgou que o single teria sido certificado como platina, por vender mais de 2 milhões de cópias no país. No Canadá, a canção debutou na 54ª posição e dentro de várias semanas alcançaria seu pico, a 27ª posição, e obteve assim também certificação de platina pelas 80 mi cópias digitais vendidas. Na Nova Zelândia, estreou na 17ª posição, e com o passar das semanas atingiu o 8º lugar, onde permaneceu por duas semanas, a canção obteve certificação de ouro no país.
Na Suíça, a canção fez sua estréia na semana que terminava em 1 de novembro de 2009, na 22ª posição, mais tarde atingiria a 2ª posição e receberia certificação de ouro.